# Rio dos Bois (gemeente)
Rio dos Bois is een gemeente in de Braziliaanse deelstaat Tocantins. De gemeente telt 2.136 inwoners (schatting 2009).